# Villautou
Villautou (okzitanisch: Villauton) ist eine Gemeinde mit 66 Einwohnern (Stand: 1. Januar 2022) im Westen des Départements Aude in der südfranzösischen Region Okzitanien (vor 2016: Languedoc-Roussillon). Die Gemeinde gehört zum Arrondissement Carcassonne und zum Kanton La Piège au Razès. Die Einwohner werden Villantonais genannt.

## Lage
Villautou liegt etwa 28 Kilometer westlich von Carcassonne. Die Vixiège fließt im Norden der Gemeinde. Umgeben wird Villautou von den Nachbargemeinden Pécharic-et-le-Py im Norden, Cahuzac im Nordosten, Lafage im Osten, Mirepoix im Süden sowie Plaigne im Westen.

## Bevölkerungsentwicklung
| Jahr                       | 1962 | 1968 | 1975 | 1982 | 1990 | 1999 | 2006 | 2019 |
| Einwohner                  | 67   | 67   | 44   | 43   | 44   | 50   | 42   | 63   |
| Quellen: Cassini und INSEE |      |      |      |      |      |      |      |      |